# بابک ثمری
بابک ثمری عضو تیم ملی قایقرانی ایران در دوره‌های نهم الی یازدهم مسابقات قهرمانی آسیابود.

## نهمین دوره مسابقات قهرمانی آسیا(۱۳۸۱–۲۰۰۲)دریاچه آزادیتهران-ایران
کایاک یکنفره ۱۰۰۰متر بزرگسالان- بابک ثمری- مدال برنز
کایاک دونفره ۱۰۰۰متر بزرگسالان- بابک ثمری و نادرهدایتی- مدال برنز
کایاک دونفره ۵۰۰متر بزرگسالان- محسن میلاد و بابک ثمری- مدال برنز

## دهمین دوره مسابقات قهرمانی آسیا(۱۳۸۲–۲۰۰۳) بوپال-هند
تورینگ یکنفره ۵۰۰متربزرگسالان- بابک ثمری- مدال طلا
تورینگ یکنفره ۱۰۰۰متربزرگسالان- بابک ثمری - مدال طلا
کایاک دونفره ۵۰۰متر بزرگسالان- محسن میلاد و بابک ثمری - مدال طلا
کایاک دونفره ۵۰۰متر بزرگسالان- علیرضا محمدی و بابک ثمری - مدال طلا
کایاک چهارنفره ۵۰۰متر بزرگسالان- رضا رئیسی، بابک ثمری، عباس صیادی و علیرضا محمدی- مدال طلا

## یازدهمین دوره مسابقات قهرمانی آسیا(۱۳۸۴–۲۰۰۵)مالزی
کایاک دونفره ۵۰۰متر بزرگسالان- محسن میلاد و بابک ثمری - مدال برنز
کایاک چهارنفره ۲۰۰متر بزرگسالان- بابک ثمری، محسن میلاد، عباس صیادی و رضا رئیسی- مدال طلا
کایاک یکنفره ۱۰۰۰متر بزرگسالان- بابک ثمری- مدال نقره